# Позняки
Позняки (укр. Позняки) — историческая местность, жилой массив и остатки села на территории Дарницкого района Киева. Располагаются между Днепром, железной дорогой, улицей Ревуцкого и проспектом Николая Бажана. Разделяются на Западные Позняки (между Днепровской набережной и проспектом Григоренко) и Восточные Позняки (между проспектом Григоренко и улицей Ревуцкого). Основная застройка — с начала 1990-х по нынешнее время; Позняки застраиваются как типовым жильём, так и современными дорогими домами.

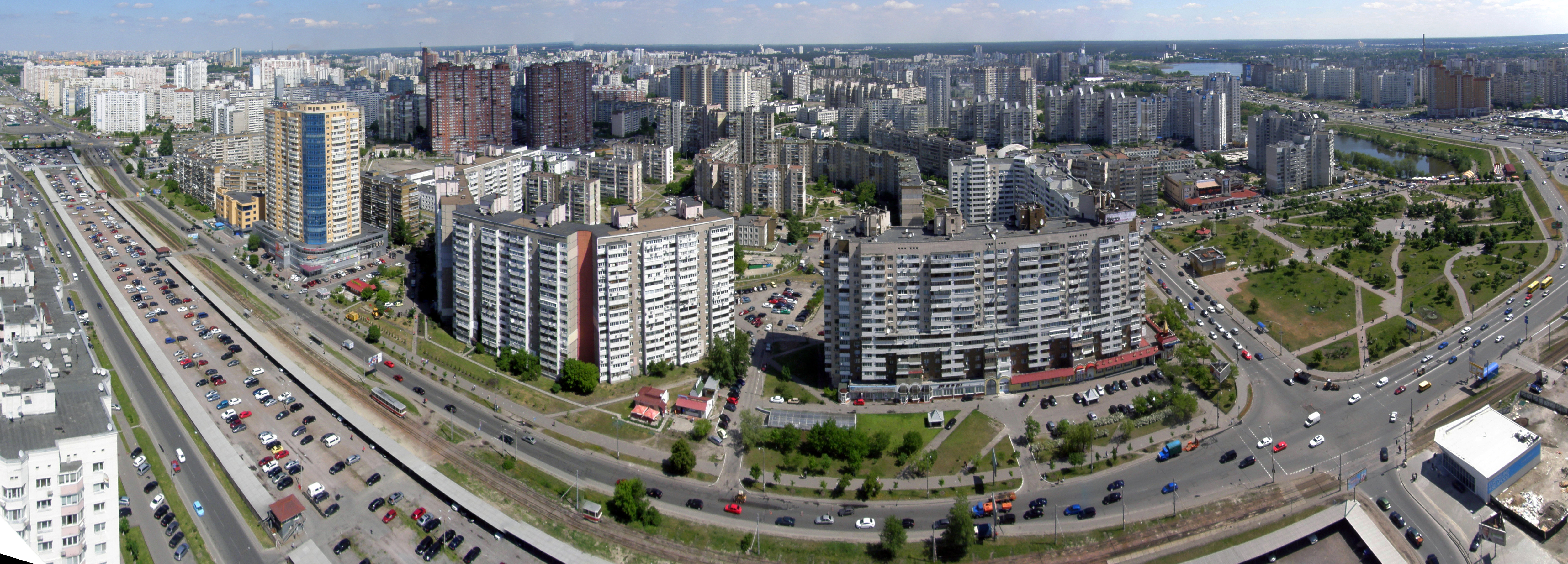
Восточные Позняки

Ближайшие станции метро — «Славутич», «Осокорки», «Позняки», «Харьковская».

## История
Позняки известны с 1571 года как поселение «бояр путных» — то есть тех, кто нёс «путную» службу при киевском воеводе. Название, вероятно, от фамилии Позняк. Известно, что семья Позняков (в том числе Леонтий и Моисей) владели на левом берегу Днепра посёлком Паньковщина (вероятно, бывшие владения Паньковичей), который также называли Позняковщиной. В 1631 году этот посёлок был передан (или продан) киевскому митрополиту Петру Могиле, который, в свою очередь, подарил его Братскому монастырю. Однако документы о тождестве Позняковщины и Позняков отсутствуют. С 1-й половины XX века Позняки разделяются на Старые и Новые (большая их часть находилась на территории современной промзоны). В 1980-е годы значительная часть старой застройки Позняков была снесена, а на её месте с 1989 года сооружается жилой массив Позняки.

## Улицы
- Александра Кошица
- Степана Олейника
- Анны Ахматовой
- Льва Ревуцкого
- Михаила Драгоманова
- Днепровская набережная
- Здолбуновская
- Петра Радзинского
- пр-т Петра Григоренко
- пр-т Николая Бажана
- Канальная , Причальная
- Клеманская , Сортировочная
- Урловская , Припятская
- Днепровский пер., Днепровская
- Ивана Кочерги , Ивана Бойка
- Любарская , Внешняя
- Тепловозная , Елены Пчёлки
- Сереброкольская , Княжий Затон
- Ижевская , Трускавецкая
- Заречная , Причальная